# Psychotria hierniana
Psychotria hierniana là một loài thực vật có hoa trong họ Thiến thảo. Loài này được Exell miêu tả khoa học đầu tiên năm 1973.